# Київська вулиця (Глухів)
Київська — головна вулиця Глухова. Вона тягнеться через все місто з заходу на схід. Із західної сторони вулиця починається Київською брамою, яка в XVIII столітті була важливим оборонним об'єктом міста, і закінчується залізничною станцією «Глухів». Назва центральної вулиці Глухова декілька разів змінювалась, як і її довжина та розташування в місті.
До жовтня 2022 року носила назву Києво-Московська.

## Будівлі, пам'ятники, пам'ятки історії та архітектури
| Найменування пам'ятки (зараз)                                                                              | Датування                  | Місцезнаходження                           | Зображення | Дошка | Охоронний № та № у комплексі |
| Київська брама Глухівської фортеці                                                                         | 1749, 1766-1769 роки       | вул. Києво-Московська                      |            |       | 630-Н                        |
| Глухівська центральна районна бібліотека                                                                   | 1790 рік                   | вул. Київська                              |            |       |                              |
| Будинок П. Лютого (Будівля дитячої бібліотеки)                                                             | кінець XIX століття        | вул. Київська, 24                          |            |       | 209                          |
| Будинок повітового земства та міської думи (Педагогічний коледж ГНПУ)                                      | початок ХХ століття        | вул. Київська, 51                          |            |       |                              |
| Пам'ятник на честь 300-річчя проголошення Глухова гетьманською столицею                                    | 2008 рік                   | перетин Київської вулиці та Площі Рудченка |            |       |                              |
| Будинок А.Бештака                                                                                          | початок XIX століття       | вул. Київська                              |            |       | 113                          |
| Безкоштовна лікарня св. Єфросинії (Глухівська поліклінніка)                                                | 1879 рік                   | вул. Київська, 47                          |            |       | 2246                         |
| Дитячий притулок М. Терещенка (Глухівська ЗОШ I—III ст. № 3)                                               | 1871 рік                   | вул. Київська                              |            |       |                              |
| Трикласне міське училище Ф. Терещенка (Глухівська ЗОШ I—III ст. № 3)                                       | 1891 рік                   | вул. Київська, 45                          |            |       | 348                          |
| Глухівська чоловіча гімназія (Глухівський національний педагогічний університет імені Олександра Довженка) | 1880-ті роки               | вул. Київська                              |            |       | 114/2                        |
| Пансіон Чоловічої гімназії (Глухівський національний педагогічний університет імені Олександра Довженка)   | 1870–1892 роки             | вул. Київська, 24                          |            |       | 114/3                        |
| Садиба Неплюєвих (Глухівська районна адміністрація)                                                        | перша третина XIX століття | вул. Київська, 43                          |            |       |                              |
| Глухівська дитяча музична школа                                                                            | кінець ХХ століття         |                                            |            |       |                              |
| Пам'ятник «Воїнам-афганцям»                                                                                | початок XXI століття       |                                            |            |       |                              |
| Пам'ятник «Жертвам чорнобильської трагедії»                                                                | початок XXI століття       |                                            |            |       |                              |